# Amblyolpium
Genre
Amblyolpium est un genre de pseudoscorpions de la famille des Garypinidae.

## Distribution
Les espèces de ce genre se rencontrent dans le Sud de l'Asie, en Europe du Sud, en Amérique du Sud, aux Antilles, en Océanie et au Tchad.

## Liste des espèces
Selon Pseudoscorpions of the World (version 3.0) :
- Amblyolpium anatolicum Beier, 1967
- Amblyolpium bellum Chamberlin, 1930
- Amblyolpium biaroliatum (Tömösváry, 1884)
- Amblyolpium birmanicum (With, 1906)
- Amblyolpium dollfusi Simon, 1898
- Amblyolpium franzi Beier, 1970
- Amblyolpium graecum Mahnert, 1976
- Amblyolpium japonicum Morikawa, 1960
- Amblyolpium martinense Tooren, 2002
- Amblyolpium novaeguineae Beier, 1971
- Amblyolpium ortonedae (Ellingsen, 1902)
- Amblyolpium ruficeps Beier, 1966
- Amblyolpium salomonense Beier, 1970
- Amblyolpium simoni Heurtault, 1970
- † Amblyolpium burmiticum (Cockerell, 1920)

et décrites depuis :
- Amblyolpium atropatesi Nassirkhani & Doustaresharaf, 2019
- Amblyolpium goldastehae Nassirkhani, Shoushtari & Abadi, 2016

## Publication originale
- Simon, 1898 : Étude sur les Arachnides de la région des Maures (Var). Feuille des Jeunes Naturalistes, sér. 3, vol. 29, p. 2-4.